# (7067) Kiyose
(7067) Kiyose ist ein Asteroid des Hauptgürtels, der am 4. Dezember 1993 von den japanischen Astronomen Masanori Hirasawa und Shōhei Suzuki an der Sternwarte in Nyukasa (Sternwarten-Code 408) entdeckt wurde.
Der Asteroid gehört zur Eos-Familie, einer Gruppe von Asteroiden, welche typischerweise große Halbachsen von 2,95 bis 3,1 AE aufweisen, nach innen begrenzt von der Kirkwoodlücke der 7:3-Resonanz mit Jupiter, sowie Bahnneigungen zwischen 8° und 12°. Die Gruppe ist nach dem Asteroiden (221) Eos benannt. Es wird vermutet, dass die Familie vor mehr als einer Milliarde Jahren durch eine Kollision entstanden ist.
Der Himmelskörper wurde am 2. April 1999 nach der westlich von Tokio gelegenen Stadt Kiyose in der japanischen Präfektur Tokio benannt.